# 聖伊西德羅 (新墨西哥州)
聖伊西德羅（英語：San Ysidro）是位於美國新墨西哥州唐娜安娜縣的普查規定居民點。

## 人口
根據2020年美國人口普查的數據，聖伊西德羅的面積為6.85平方千米，皆為陸地。當地共有人口2090人，而人口密度為每平方千米305.11人。